# Остров Вознесения
Остров Вознесения (англ. Ascension Island) — вулканический остров, расположенный в южной части Атлантического океана, посередине между Африкой и Южной Америкой, в 1600 километрах к западу от африканского побережья.
Входит в состав британской заморской территории Острова Святой Елены, Вознесения и Тристан-да-Кунья (то есть не является частью Великобритании). Расположен в 1287 километрах к северо-западу от острова Святой Елены. Главный город и порт — Джорджтаун (англ. Georgetown).
У острова есть свой домен в Интернете — .ac.

## Климат

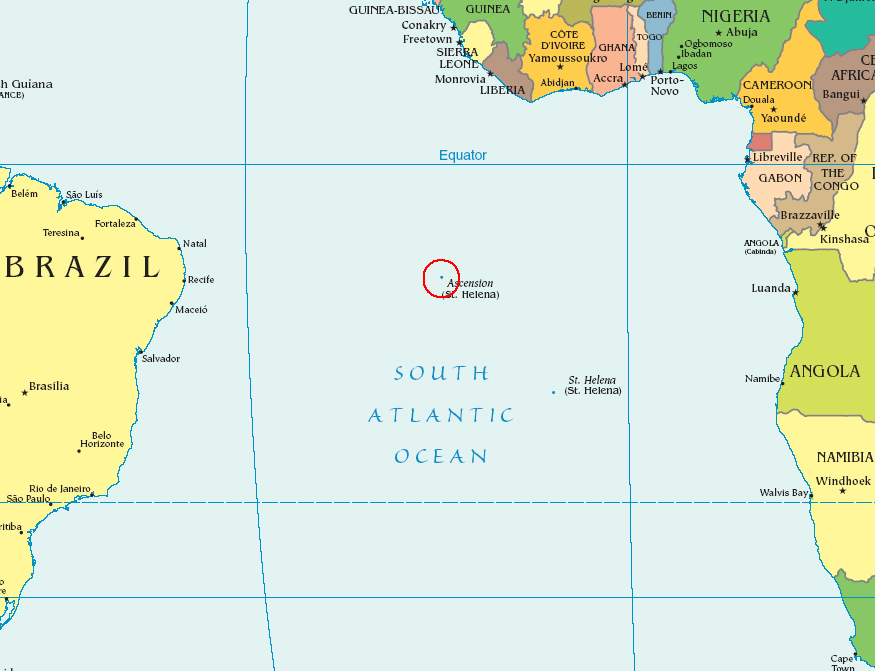
Остров в Атлантическом океане

Климат острова субэкваториальный, температура колеблется от 25 до 27 °С, самый холодный месяц — сентябрь, самый тёплый месяц — март. Дождливого сезона как такового на острове нет. Среднее годовое количество осадков — 130—150 мм в основной части острова, 750—800 мм в районе Зелёной Горы (600—800 м над уровнем моря).

## История

Флаг острова Вознесения

Герб острова Вознесения

Остров открыл португалец Жуан да Нова в 1501 году, но никаких описаний острова он не сделал. В 1503 году в день Вознесения остров был открыт повторно мореплавателем Афонсу Албукерки, который и дал острову название в честь Вознесения Господня, которое он носит до сих пор. Будучи сухим и бесплодным, он мало интересовал моряков Ост-Индских кораблей.
В 1701 году английский пират и путешественник Уильям Дампир, потерпевший кораблекрушение на тогда ещё необитаемом острове, открыл здесь источник пресной воды. В 1830-х годах по построенной системе туннелей и труб пресная вода уже шла в Джорджтаун. В конце XIX века эти тоннели для повышения производительности залили бетоном, и в таком виде водоснабжение острова прожило до 1960-х, когда Би-би-си построила электростанцию с опреснителем.
В 1725 году на острове в качестве наказания за содомию был высажен голландский корабельный счетовод Лендерт Хазенбос.
Остров оставался необитаемым вплоть до 1815 года, когда там разместился небольшой британский гарнизон. После смерти Наполеона в 1821 году остров стал базой, снабжающей провиантом суда, препятствующие работорговле на западноафриканском побережье. В 1836 здесь побывал натуралист Чарльз Дарвин. В 1898-м на острове впервые появляются британские связисты: Eastern Telegraph Company (затем Cable & Wireless plc, вошедшая в Vodafone) проводит через остров телеграфный кабель из Соединённого Королевства в Южную Африку.
С 1922 по 1964 годы островом управляла компания Eastern Telegraph, а с 1964 года, в связи с размещением радиовещательной станции Би-би-си, было принято решение назначить администратора. В 1982 году британцы воевали отсюда с Аргентиной за Фолкленды. В 1990-х годах Европейское космическое агентство в связи с ракетной программой Ariane 5 построило тут наземную станцию. В настоящее время население острова состоит из британских и американских военных и связистов, их семей и обслуживающего персонала.

## Вооружённые силы
Во время Второй мировой войны Правительство США, в соответствии с договорённостью с правительством Великобритании, построило взлётно-посадочную полосу «Уайдавейк». В 1943—1945 годах более чем 25 000 американских самолётов перевозили транзитом грузы, предназначенные для североафриканского, ближневосточного и европейского театров военных действий. В 1957 году американское присутствие было восстановлено, и плацдарм для воздушного десанта был увеличен и является теперь также Юго-восточной станцией слежения ВВС США. В 1967 году была построена станция слежения НАСА, но с тех пор она закрыта.
Существует еженедельное воздушное сообщение ВВС США между островом Вознесения, Антигуа и Авиационной базой ВВС во Флориде. Остров Вознесения до сих пор остаётся промежуточной остановкой для британских рейсов между Великобританией и Фолклендскими островами. Так в 1982 году во время Фолклендского конфликта с дозаправкой на острове Вознесения британские патрульные самолёты «Nimrod» совершили несколько полётов в зону конфликта, что стало новым рекордом дальних разведывательных операций ВВС Великобритании.
На острове расположена одна из пяти антенн, используемых в работе спутниковой навигационной системы GPS. Остальные четыре расположены на атолле Кваджалейн, острове Диего-Гарсия, Колорадо-Спрингс и на Гавайях.

## Население
На острове нет местного населения как такового. Жители острова — это преимущественно служащие и военные с семьями. Население по переписи 2008 года составляло 1060 человек, преимущественно жители острова Святой Елены (710 человек), а также 150 военных США с семьями и 200 из Великобритании.

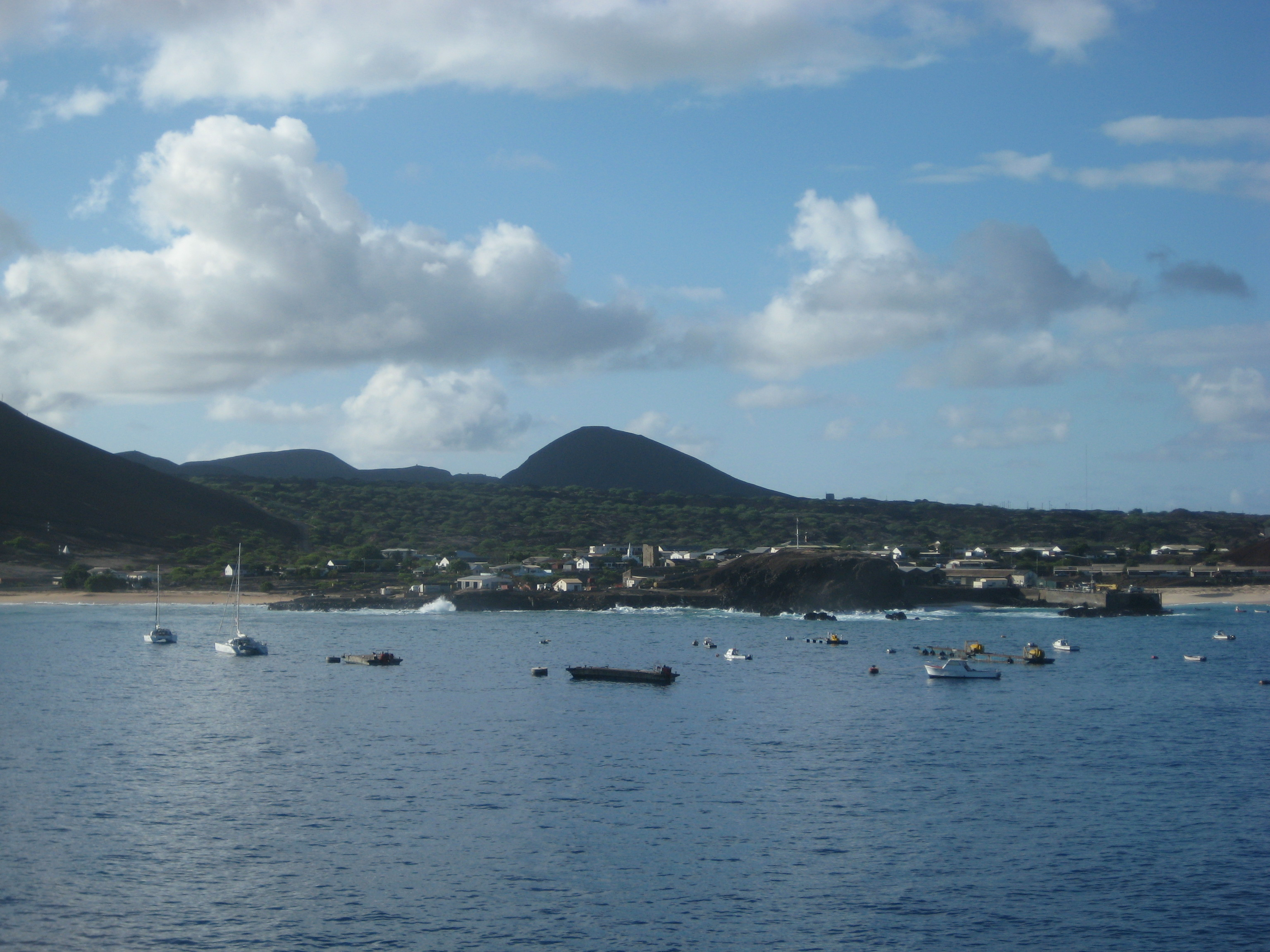
Панорама Джорджтауна

### Населённые пункты
На острове расположены пять населённых пунктов:
| Населённый пункт | Оригинальное название | Население, чел. (2008) | Комментарий                       |
| Джорджтаун       | Georgetown            | 560                    | Порт и административный центр     |
| Ту-Боутс-Вилледж | Two Boats Village     | 120                    | Расположен в 3 милях от побережья |
| Трэвеллерс-Хилл  | Travellers Hill       | 200                    | Британский гарнизон               |
| Кэт-Хилл         | Cat Hill              | 150                    | Военная база США                  |
| Ред-Лайн         | Red Line              | 30                     | Резиденция администратора         |
| Всего:           |                       | 1060                   |                                   |

А также несколько коттеджей в Зелёных горах (англ. Green Mountains).

### Религия
Основной религией является протестантизм. В Джорджтауне находится англиканская церковь Святой Марии, также на острове есть небольшая Римско-католическая церковь.

## Туризм

### Сообщение
На остров Вознесения можно добраться двумя способами:
1. Самолётом ВВС Великобритании с военного аэродрома RAF Бриз Нортон[3], который расположен неподалёку от города Оксфорд, Великобритания. Для поездки на остров Вознесения помимо британской визы требуется также специальное разрешение на въезд от Министерства обороны Великобритании. Также нужно иметь полную медицинскую страховку. Только 26 мест отводятся гражданским лицам на еженедельном рейсе.
2. На Королевском почтовом корабле «Святая Елена» (англ. Royal Mail Ship «Saint Helena»), который плавает между Кейптауном (ЮАР) и островом Святой Елены с заходом в бухты острова Вознесения и иногда островов Тристан-да-Кунья. Корабль отправляется раз в месяц и берёт на борт 130 пассажиров.
3. Правительство острова не выдаёт визы для въезда на остров гражданам: Белоруссии, Вьетнама, Египта, Ирана, КНДР, Китая (в том числе Тайваня, Гонконга и Макао), Ливии, России, Сирии и Украины.[4]